# 郑县 (哀侯)
郑县，中国古县名。在今河南省新郑市境。
韓哀侯二年（前375年），韓國滅亡鄭國，設立鄭縣，並將都城從陽翟遷往鄭。鄭縣設令，下設司寇等屬官。韓王安九年（前230年），韓國滅亡，秦國為區分本土鄭縣，改韓之鄭縣為新鄭縣。

## 縣官

### 鄭令
- 韓□，韓桓惠王二年（前271年）見任。[3]
- 韓熙，韓桓惠王三年（前270年）至六年（前267年）見任。[4]
- 向佃，韓桓惠王九年（前264年）見任。[5]
- 趙距，韓桓惠王十四年（前259年）至十五年（前258年）見任。[6][7]
- 𡌥恆，韓桓惠王十七年（前256年）見任。[8]
- 韓𫺵，韓桓惠王二十年（前253年）見任。[9]
- 𬢘□，韓桓惠王二十一年（前252年）見任。[10]
- 郭𣳦，韓桓惠王三十一年（前242年）至韓王安三年（前236年）見任。[11][12]
- 韓㪵，韓王安四年（前235年）至五年（前234年）見任。[13]
- 韓長，韓王安五年（前234年）見任。[14]
- 公先幽，韓王安六年（前233年）至八年（前231年）見任。[15][16]

### 司寇
- 𩂣□，韓桓惠王九年（前264年）見任。[5]
- 王𫼏，韓桓惠王十四年（前259年）見任。[6]
- 彭璋，韓桓惠王十五年（前258年）至十七年（前256年）見任。[7][8]
- 吳裕，韓桓惠王二十年（前253年）至二十一年（前252年）見任。[9][10]
- 趙它，韓桓惠王三十一年（前242年）至三十四年（前239年）見任。[11]
- 華慶，韓王安元年（前238年）至三年（前236年）見任。[12]
- 張朱，韓王安四年（前235年）至五年（前234年）見任。[13][14]
- 宜㪵，韓王安六年（前233年）見任。[15]
- 史𡏇，韓王安七年（前232年）至八年（前231年）見任。[16]